# 채평
채평(蔡平, ? ~ 기원전 128년)은 전한 중기의 제후로, 개국공신 채겸의 손자이다.

## 행적
아버지 채객의 뒤를 이어 번후(樊侯)에 봉해졌다.
채공후 21년(기원전 128년)에 죽어 시호를 공이라 하였고, 아들 채벽방이 작위를 이었다.

## 출전
- 사마천, 《사기》 권19 혜경간후자연표
- 반고, 《한서》 권15 고혜고후문공신표